# Aurélie Neyret
Aurélie Neyret (24 de mayo de 1983) es una ilustradora e historietista francesa.

## Biografía
Estudió en la École Émile Cohl pero interrumpió sus estudios y se formó de manera autodidacta. Realizó colaboraciones para la prensa, en particular para publicaciones juveniles. Participó en álbumes colectivos y luego, junto a Joris Chamblain, publicó su primer libro: Los diarios de Cereza, en 2012. La serie obtuvo un gran éxito de crítica y, en particular, ganó el Premio Juventud en el Festival Internacional de Cómics de Angulema en 2014.
En febrero de 2016, Aurélie Neyret rechazó, junto con otros tres autores de cómics, su nominación a la Orden de las Artes y de las Letras.

## Obras

### Cómic

#### En colaboración
- Contes et légendes des pays celtes en bande dessinées, Petit à petit, 2009.
- Michael Jackson en bandes dessinées, Petit à petit, 2009.[4]
- Les Contes en bandes dessinées, Petit à petit, 2010.
- The Rolling Stones en bandes dessinées, Petit à petit, 2010.[5][6]
- Les Filles de Soleil, Soleil Productions. T.19 (2014), T.20 (2015), T.21 (2016), T.22 (2017), T.23 (2018), T.24 (2019).

#### Álbumes
- Los diarios de Cereza, con guion de Joris Chamblain.

1. El zoo petrificado, 2017; [traducción, Jorge Eduardo Salgar Restrepo].
2. El libro misterioso, 2018; [traducción, Jorge Salgar Restrepo].
3. Los cinco tesoros, 2018; [traducción, Jorge Salgar Restrepo].
4. La diosa sin cara, 2018; [traducción, Mariola Cortés-Cros].[7]
5. La lluvia de estrellas, 2019; [traducción, Mariola Cortés-Cros].[8]

Fuera de la serie : Los diarios de Cereza y Valentín (Cereza y Valentín 1), 2019

## Premios y reconocimientos
- Selección Juvenil del Festival de Angulema del 2013, por Los diarios de Cereza, tomo 1: El zoo petrificado, con guion de Joris Chamblain.
- Premio de la Juventud del Festival de Angulema en 2014 por Los diarios de Cereza, tomo 2: El libro misterioso, con guion de Joris Chamblain.[9]
- Prix Livrentête 2014, Categoría BD Junior, para Los diarios de Cereza, tomo 1: El zoo petrificado, con guion de Joris Chamblain.[10]
- Premio Saint-Michel, Categoría Humor-Jeunesse en 2015 por Los diarios de Cereza, tomo 3: Los cinco tesoros, con guion de Joris Chamblain.[11]
- Prix Paille en Queue 2016 de la Feria del Libro Juvenil del Océano Índico, Categoría 5ª - 4ª para Los diarios de Cereza, tomo 4: La diosa sin rostro, con guion de Joris Chamblain.[12]
- Invitada de honor del 43.º Festival de cómics de Chambery.[13]
- Premio Ligue de l'enseignement 41 para público joven, en el año 2020, con Charlotte Girard y Jean-Marie Omont para Lulu y Nelson t. 1 Rumbo a África, de Soleil.[14]